# Корпорация Попс
«Корпорация Попс» (англ. PopCo) — роман британской писательницы Скарлетт Томас, изданный в 2004 году, написанный в жанре интеллектуального детектива, сатирически раскрывающий механизмы общества потребления и маркетинга. В книге присутствует большая криптографическая составляющая, множество загадок и головоломок, которые стоят перед главной героиней. Издание книги на русском языке в переводе Дениса Борисова было выпущено в 2006 году издательством Эксмо.

## Сюжет
Главная героиня романа, Алиса Батлер, работает в «Корпорации Попс», крупнейшем производителе игрушек. Компания нанимает только молодых и умных сотрудников, способных изобретать и продавать успешные игрушки. Каждый сотрудник компании должен хорошо играть в го, так как это является подтверждением его профессиональной пригодности. Многие моменты игры го перекликаются с действиями в романе. Алиса с детства любила разгадывать загадки и тайны, поэтому с лёгкостью погружается в тайны могущественной корпорации и желает узнать, почему дети не прекращают хотеть купить её товары. Во время одного из корпоративных семинаров ей и группе других сотрудников предложено создать новый безотказный продукт для девочек-подростков. Алиса начинает постигать как разные стороны общества потребления, так и свои личные загадки.
По словам автора, Скарлетт Томас, это «книга среди всего прочего о математике, криптографии, капитализме и производстве игрушек. Математика и капитализм очень чётко идут рука об руку».

## Отзывы
Роман часто сравнивается с «Криптономиконом» Нила Стивенсона, в обоих присутствует развитая тематика криптографии, сюжетная линия о спрятанных сокровищах и упоминания Блетчли-парка.
Рецензент издания The Independent называет книгу «большим романом в духе времени, проводящая тест на ассоциации так, как прежде делала только киберпанк литература». В отзыве отмечен удачный и чёткий юмор автора. Издание The New York Times назвало роман «антикорпоративной басней», но тем не менее, по мнению автора обзора, книга понравится представителям обеих сторон — как мирным работникам корпораций, так и протестующим против капиталистического уклада. В рецензии сайта Bookslut дана положительная оценка стилю и авторской манере повествования; книга характеризуется как «современная басня, приключенческая история и даже любовный роман. Чудесная, невероятная, оригинальная работа». Издание The Guardian отметило «острый и энергичный стиль письма» Скарлетт Томас, но назвало книгу «громоздкой», а развязку — «неожиданно неуклюжей».